# Batalha de Harlem Heights
A Batalha de Harlem Heights foi um dos combates da campanha de Nova Iorque e Nova Jérsia da Guerra da Independência dos Estados Unidos da América. O confronto teve lugar no local da actual Morningside Heights e a oeste de Harlem, próximo de Manhattan em Nova Iorque, no dia 16 de Setembro de 1776.
O Exército Continental, comandado pelo comandante-em-chefe, general George Washington, major-general Nathanael Greene e major-general Israel Putnam, num total de 1,8 mil homens, instalou-se em várias posições em terreno elevado, na zona alta de Manhattan, para fazer frente ao ataque das divisões britânicas, cerca de 5 mil tropas comandadas pelo major-general Alexander Leslie. As forças britânicas efectuaram uma manobra táctica incorrecta ao fazerem soar o toque de "gone away" para uma caça à raposa, enquanto estavam em perseguição. Este gesto pretendia ofender Washington, ele próprio um caçador de raposas, que aprendeu com Lord Fairfax durante a Guerra Franco-Indígena. Os continentais, que estavam em retirada organizada, ficaram furiosos e decidiram defender o seu terreno. Depois de flanquearem os atacantes britânicos, os americanos conseguiram repeli-los. Após a retirada britânica, Washington mandou parar as suas tropas. Esta batalha significou o restabelecimento do moral do Exército Continental depois de várias derrotas. Foi a primeira vitória militar de Washington na guerra.
Depois de um mês sem qualquer combate significativo entre os dois exércitos, Washington foi forçado a retirar o seu exército para White Plains, enquanto os britânicos se estabeleciam no Condado de Westchester, ameaçando bloquear Washington em Manhattan. Washington sofreu mais duas derrotas, uma em White Plains e outra em Forte Washington. No seguimentos destas duas derrotas, Washington e o seu exército, retiraram para a Pensilvânia através de Nova Jérsia. A campanha de Nova Iorque e Nova Jérsia terminou depois das vitórias americanas em Trenton e Princeton.